# Doug Carlston
Douglas Gene Carlston (Boston, 30 aprile 1947) è un imprenditore e dirigente d'azienda statunitense, è stato CEO, presidente e cofondatore (con il fratello Gary) della Brøderbund Software, una società editrice di software che ha prodotto titoli come Myst e Where in the World Is Carmen Sandiego?.
Brøderbund è stata acquistata da The Learning Company per 420 milioni di dollari, e il tutto fu poi venduto a Mattel per 3,6 miliardi di dollari.
Carlston si è laureato alla Harvard University nel 1970 e si è specializzato alla Harvard Law School nel 1975. Prima di fondare la Brøderbund nel 1980, era un avvocato.
Da aprile 2006, è Presidente del consiglio direttivo Board of Directors della Public Radio International (PRI), e fa parte del comitato direttivo del MoveOn Political Action Committee, dell'Albanian American Enterprise Fund, dell'American Bank of Albania, e della Long Now Foundation. Fa anche parte del Comitato sulle Risorse Universitarie della Harvard University, e parte del consiglio degli advisor della Johns Hopkins School of Advanced International Studies.